# خالد الحميدان
خالد الحميدان هو عسكري سعودي سابق برتبة فريق، يعمل حاليا رئيسًا للاستخبارات العامة بمرتبة وزير، وعضوًا في مجلس الشؤون السياسية والأمنية بالمملكة العربية السعودية. عُين خلفاً لخالد بن بندر آل سعود في 29 يناير 2015.

## السيرة الذاتية
ولد خالد بن علي بن عبد الله الحميدان في مدينة حائل عام 1374هـ، وهو ينتمي إلى أسرة الحميدان الكريمة في عنيزة في منطقة القصيم، والتحق بكلية الملك فهد الأمنية في 16 شعبان 1402هـ، متخصص في مجال العدالة الجنائية من جامعة ساغينو فالي ستيت (بالإنجليزية: Saginaw Valley State University)‏ ولاية ميشيغان بالولايات المتحدة الأمريكية. وتدرج في العمل الأمني إلى أن تم تعيينه نائباً لمدير عام المباحث العامة بتاريخ 19 رمضان 1432هـ بعد ترقيته إلى رتبة فريق.
في تاريخ 9 ربيع الثاني 1436هـ صدر أمر ملكي بتعيينه رئيساً للاستخبارات العامة بمرتبة وزير، كما صدر أمر ملكي بتعيينه عضواً بمجلس الشؤون السياسية والأمنية.
بالإضافة إلى أنه عضوًا في عدد من المجالس واللجان من أهمها مجلس إدارة الهيئة السعودية للبيانات والذكاء الاصطناعي (سدايا) ومجلس إدارة الهيئة الوطنية للأمن السيبراني